# Вероника горечавковая
Веро́ника гореча́вковая (лат. Veronica gentianoides) — многолетнее травянистое растение, кавказско-малоазиатский вид из секции Вероникаструм (Veronicastrum) рода Вероника (Veronica) семейства Подорожниковые (Plantaginaceae).

## Распространение и экология
Территория бывшего СССР: Крым (Яйла), Кавказ (почти все горные районы, отсутствует на Ставропольском плато и в Кабристане); Азия: Турция (до 38° северной широты на юге); северная часть Ирана. Как заносное встречается в Средней полосе России, Чехословакии, Польше и в Великобритании.
Произрастает на сыроватых горных лугах, на травянистых безлесных склонах, по лесным опушкам буковых и сосновых лесов  в субальпийском, альпийском и в верхней части лесного пояса, иногда на лугах нижнего пояса.

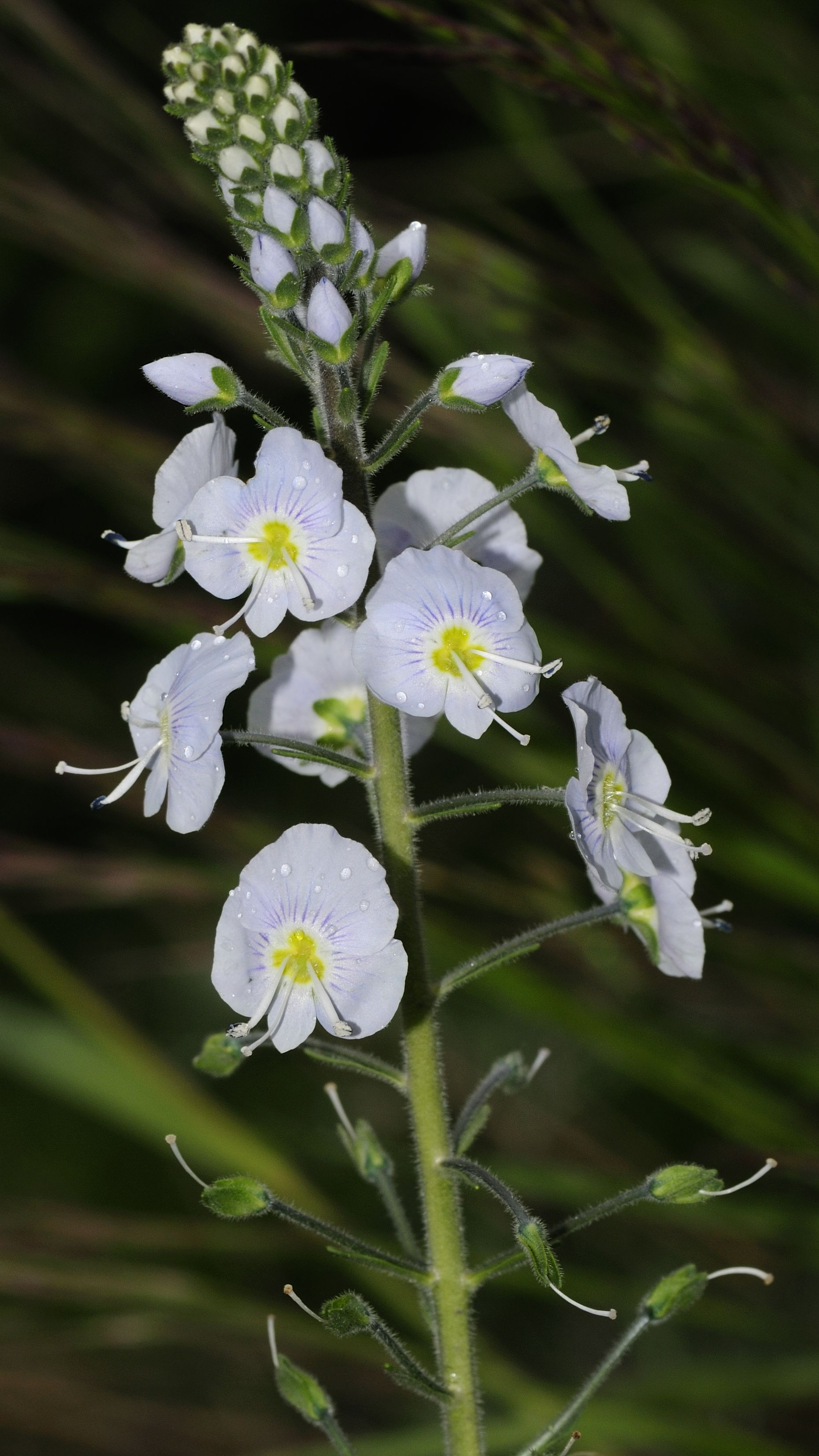
Верхушка соцветия

## Ботаническое описание
Растение высотой 30—80 (до 100) см. Стебли прямые или приподнимающиеся, простые, чаще одиночные, в верхней части иногда фиолетовые. Прикорневые побеги бесплодные, железистоопушённые, голые или почти голые.
Корневище косое или горизонтальное, ползучее, тонкое, длинное.
Прикорневые листья собраны в розетку, толстоватые, обычно многочисленные, кожистые, ланцетные, обратнояйцевидно-ланцетные или почти округлые, лопатчатые, часто длиной до 15 см и шириной 3 см, цельнокрайные, к верхушке неглубоко пильчато-зубчатые или городчатые, по краю беловато-хрящеватые, постепенно суженные в короткий крылатый черешок. Стеблевые — расставленные, в количестве 4—6 или многочисленные, сближенные, нижние супротивные, верхние очерёдные, почти сидячие, зубчатые или цельнокрайные, постепенно переходящие в линейно-ланцетные, цельнокрайные, железистоопушенные прицветники.
Соцветия верхушечные, кистевидные, рыхлые, многоцветковые, железистоопушенные. Цветоносы железистоволосистые, в два—четыре раза превышают прицветники и чашечку или почти, равны им, прямостоячие или отклонённые, длиной 3—15 мм, при плодах удлиняющиеся. Чашечка длиной 2,5—5 мм, с четырьмя узколанцетными или продолговатыми, почти одинаковыми, тупыми долями длиной 1—3 мм; венчик диаметром 8—10 мм, бледно-голубой или беловатый, с тёмно-синими полосками по всей длине или в нижней части. Тычинки почти равны венчику; пыльники лиловые, яйцевидные; нити белые, прямые; столбики длинные, бледно-синие, постепенно утолщенные.
Коробочка длиной 3—8 мм, шириной 3—7 мм, округло-обратносердцевидная или эллиптическая, несколько сплюснутая, на верхушке слегка выемчатая, с округлым основанием. Семена почти вогнутые, с рубчиком, гладкие, эллиптические, длиной около 1 мм.
Весьма полиморфный вид. В особенности варьируют размеры растения, окраска (от сизой до ярко-зелёной), форма и ширина листовой пластинки, количество пар стеблевых листьев, характер края листа.

## Значение и применение
Декоративный вид, часто разводится в цветниках.
По наблюдениям в Кабардино-Балкарии поедается западнокавказским туром (Capra caucasica).

## Таксономия
Вид Вероника горечавковая входит в род Вероника (Veronica) семейства Подорожниковые (Plantaginaceae) порядка Ясноткоцветные (Lamiales).
|  |                                      |  |                                                             |                                                             |                          |  | ещё 21 семейство (согласно Системе APG II) | ещё 21 семейство (согласно Системе APG II) |                           |  |  |  | ещё от 300 до 500 видов |
|  |                                      |  |                                                             |                                                             |                          |  | ещё 21 семейство (согласно Системе APG II) | ещё 21 семейство (согласно Системе APG II) |                           |  |  |  | ещё от 300 до 500 видов |
|  |                                      |  |                                                             | порядок Ясноткоцветные                                      |                          |  |                                            |                                            | род Вероника              |  |  |  |                         |
|  |                                      |  |                                                             | порядок Ясноткоцветные                                      |                          |  |                                            |                                            | род Вероника              |  |  |  |                         |
|  | отдел Цветковые, или Покрытосеменные |  |                                                             |                                                             | семейство Подорожниковые |  |                                            |                                            | вид Вероника горечавковая |  |  |  |                         |
|  | отдел Цветковые, или Покрытосеменные |  |                                                             |                                                             | семейство Подорожниковые |  |                                            |                                            |                           |  |  |  |                         |
|  |                                      |  | ещё 44 порядка цветковых растений (согласно Системе APG II) | ещё 44 порядка цветковых растений (согласно Системе APG II) |                          |  |                                            | ещё 90 родов                               | ещё 90 родов              |  |  |  |                         |
|  |                                      |  |                                                             | ещё 44 порядка цветковых растений (согласно Системе APG II) |                          |  |                                            |                                            | ещё 90 родов              |  |  |  |                         |

### Подвиды[1]
- Veronica gentianoides subsp. gentianoides
- Veronica gentianoides subsp. glacialis (Nábělek) Öztürk & M.A.Fisch.